# Parks (Pennsylvania)
Parks  è una township degli Stati Uniti d'America, nella contea di Armstrong nello Stato della Pennsylvania. Secondo il censimento del 2000 la popolazione è di 2.754 abitanti.

## Società

### Evoluzione demografica
La composizione etnica vede una prevalenza della razza bianca (95,21%), seguita quella afroamericana (3,23%), dati del 2000.
| township di Parks Popolazione |       |
| 2000                          | 2.754 |
| Stima al 01-07-07             | 2.604 |